# Caio Aparecido da Silveira Torres
Caio Aparecido da Silveira Torres (San Paolo, 3 giugno 1987) è un cestista brasiliano naturalizzato spagnolo.

## Carriera
Con il Brasile ha disputato i Giochi olimpici di Londra 2012, i Campionati mondiali del 2006 e due edizioni dei Campionati americani (2011, 2013).